# Чемпіонат світу з біатлону 2011 — змішана естафета
Змішана естафета в програмі чемпіонату світу 2011 з біатлону відбулася 3 березня 2011. У ній взяли участь 26 національних команд. На двох жіночих етапах біатлоністки долали дистанцію 6 км, виконуючи 2 стрільби, з положення лежачи й стоячи, на двох чоловічих етапах біатлоністи долали 7,5 км, виконуючи такі ж дві стрільби.
За правилами естафети кожен спортсмен має 8 патронів на кожній стрільбі, але тільки 5 з них у магазині. При потребі, якщо 5 мішеней не розбито, спортсмен заряджає додаткові патрони вручну по одному. Якщо після 8 пострілів залишилися нерозбиті мішені, спортсмен карається пробіганням штрафного кола 150 метрів завдовжки.

## Результати
| Місце | Стартовий номер | Команда                                                                            | Час                                       | Штрафи (Л+С)                             | Відставання |
| ----- | --------------- | ---------------------------------------------------------------------------------- | ----------------------------------------- | ---------------------------------------- | ----------- |
| 1     | 2               | Норвегія Тура Бергер Анн Крістін Флатланд Уле-Ейнар Б'єрндален Тар'єй Бо           | 1:14:22.5 18:18.3 18:16.4 19:05.5 18:42.3 | 0+4 0+3 0+1 0+0 0+1 0+1 0+2 0+1 0+0 0+1  |             |
| 2     | 1               | Німеччина Андреа Генкель Маґдалена Нойнер Арнд Пайффер Міхаель Грайс               | 1:14:45.4 18:45.0 17:25.0 19:06.3 19:29.1 | 0+5 0+3 0+2 0+0 0+0 0+0 0+1 0+2 0+2 0+1  | +22.9       |
| 3     | 4               | Франція Марі-Лор Брюне Марі Дорен Алексі Беф Мартен Фуркад                         | 1:15:38.7 19:36.5 18:27.7 19:14.8 18:19.7 | 0+2 0+6 0+2 0+2 0+0 0+3 0+0 0+1 0+0 0+0  | +1:16.2     |
| 4     | 5               | Швеція Гелена Екгольм Анна Карін Зідек Б'єрн Феррі Карл Юхан Бергман               | 1:15:58.3 18:44.1 19:13.2 19:03.5 18:57.5 | 0+2 1+8 0+2 0+2 0+0 1+3 0+0 0+0 0+0 0+3  | +1:35.8     |
| 5     | 7               | Італія Мікела Понца Катя Галлер Крістіан Де Лоренці Лукас Гофер                    | 1:16:17.6 18:43.3 18:53.5 19:49.0 18:51.8 | 0+4 0+5 0+1 0+0 0+0 0+0 0+2 0+3 0+1 0+2  | +1:55.1     |
| 6     | 3               | Росія Світлана Слєпцова Ольга Зайцева Євген Устюгов Іван Черезов                   | 1:17:30.9 20:49.4 18:36.5 19:14.0 18:51.0 | 1+5 2+6 1+3 1+3 0+0 1+3 0+0 0+0 0+2 0+0  | +3:08.4     |
| 7     | 13              | Австрія Іріс Вальдгубер Рамона Дюрінгер Домінік Ландертінгер Крістоф Зуманн        | 1:17:39.5 19:36.8 18:58.9 19:29.9 19:33.9 | 0+4 1+6 0+1 0+0 0+1 0+2 0+0 0+1 0+2 1+3  | +3:17.0     |
| 8     | 6               | Україна Оксана Хвостенко Віта Семеренко Олександр Біланенко Сергій Семенов         | 1:17:42.9 20:15.1 19:01.8 19:34.5 18:51.5 | 1+4 1+5 1+3 0+0 0+0 1+3 0+1 0+2 0+0 0+0  | +3:20.4     |
| 9     | 17              | Фінляндія Марі Лаукканен Кайса Мякяряйнен Пааво Пуурунен Тімо Антіла               | 1:17:46.7 19:26.6 17:42.6 19:52.9 20:44.6 | 0+3 1+7 0+1 0+2 0+0 0+0 0+0 0+2 0+2 1+3  | +3:24.2     |
| 10    | 8               | Білорусь Надія Скардіно Дарія Домрачова Сергій Новіков Євген Абраменко             | 1:18:16.8 19:25.2 17:45.6 20:24.1 20:41.9 | 0+3 1+7 0+0 0+2 0+0 0+1 0+1 0+1 0+2 1+3  | +3:54.3     |
| 11    | 10              | Чехія Вероніка Віткова Габріела Соукалова Зденек Вітек Ондрей Моравець             | 1:18:29.6 20:16.2 18:34.1 20:34.5 19:04.8 | 0+7 0+5 0+3 0+1 0+2 0+1 0+2 0+3 0+0 0+0  | +4:07.1     |
| 12    | 14              | Словаччина Анастасія Кузьміна Яна Герекова Мирослав Матяско Павол Гурайт           | 1:19:27.3 18:34.8 19:31.8 21:13.0 20:07.7 | 1+8 0+8 0+1 0+1 1+3 0+3 0+2 0+2          | +5:04.8     |
| 13    | 12              | США Сара Студебейкер Лора Спектор Джей Гаккінен Лейф Нордгрен                      | 1:19:33.6 20:09.6 19:59.8 20:07.5 19:16.7 | 0+8 0+6 0+3 0+2 0+2 0+2 0+1 0+0 0+2 0+2  | +5:11.1     |
| 14    | 16              | Естонія Кадрі Легтла Евелі Сауе Індрек Тобрелутс Каурі Койв                        | 1:19:39.2 20:10.9 18:43.1 20:42.5 20:02.7 | 0+5 1+8 0+3 0+1 0+1 0+1 0+1 1+3 0+0 0+3  | +5:16.7     |
| 15    | 18              | Швейцарія Селіна Гаспарен Еліза Гаспарен Томас Фрай Крістіан Штеблер               | 1:19:50.0 19:20.5 20:36.1 20:03.1         | 1+4 0+10 0+0 0+3 0+0 0+2 0+1 0+2 1+3 0+3 | +5:27.5     |
| 16    | 9               | Словенія Тея Грегорін Андрея Малі Янез Марич Клемен Бауер                          | 1:20:37.3 20:30.3 20:09.6 19:36.7 20:20.7 | 0+5 3+9 0+1 2+3 0+3 0+3 0+0 0+0 0+1 1+3  | +6:14.8     |
| 17    | 11              | Польща Агнєшка Циль Магдалена Гвіздон Кжистоф Пливачик Мирослав Кобус              | 1:21:27.9 19:30.2 19:06.5 21:52.2 20:59.0 | 1+5 0+4 0+0 0+1 0+1 0+2 1+3 0+0 0+1 0+1  | +7:05.4     |
| (18)  | 20              | Латвія Мадара Лідума Жанна Юскане Ільмарс Бріціс Едгарс Піксонс                    | КОЛО 20:59.0 21:02.1 20:11.6              | 0+2 1+10 0+0 1+3 0+2 0+1 0+0 0+3         |             |
| (19)  | 25              | Велика Британія Аманда Лайтфут Адель Вокер Лі-Стів Джексон Піт Беєр                | КОЛО 21:22.9 19:53.3 20:02.1              | 1+4 0+6 1+3 0+1 0+1 0+1 0+0 0+1 0+0 0+3  |             |
| (20)  | 21              | КНР Тан Цзялінь Сюй Інхуей Рень Лон Лі Чжунхай                                     | КОЛО 19:36.1 21:20.8 20:53.5              | 0+5 1+9 0+3 0+1 0+1 1+3 0+0 0+2 0+1 0+3  |             |
| (21)  | 22              | Японія Судзукі Фуюко Овада Іцука Іномата Кадзуя Абе Сатору                         | КОЛО 21:43.6 19:31.1 20:42.3              | 0+4 2+8 0+3 2+3 0+1 0+2 0+1 0+0 0+0 0+3  |             |
| (22)  | 19              | Казахстан Марина Лебедєва Олена Хрустальова Олександр Трифонов Олександр Червихков | КОЛО 20:19.8 20:15.8 22:22.7              | 1+6 0+7 0+2 0+3 0+1 0+2 1+3 0+2 0+0 0+0  |             |
| (23)  | 23              | Румунія Ева Товалві Reka Ferencz Роланд Гербачя Ремус Фаур                         | КОЛО 18:56.8 19:59.2 22:33.1              | 0+8 1+3 0+0 0+0 0+3 0+0 0+3 1+3 0+2 0+0  |             |
| (24)  | 26              | Литва Діана Расімовічюте Альона Сосунова Александр Лавринович Кароліс Златкаускас  | КОЛО 20:00.9 20:58.8 22:42.0              | 1+6 0+3 0+1 0+0 0+0 0+3 1+3 0+0 0+2 0+0  |             |
| (25)  | 15              | Болгарія Нія Дімітрова Десіслава Стоянова Мирослав Кенанов Мартин Богданов         | КОЛО 21:21.5 22:05.2 21:09.7              | 4+8 0+7 1+3 0+3 3+3 0+2 0+1 0+1          |             |
| (26)  | 24              | Південна Корея Мун Джіхі Кім Сора Чон Джеок Лі Джонсік                             | КОЛО 21:01.4 21:52.1 20:56.3              | 1+5 2+11 0+1 1+3 0+1 0+3 0+0 0+2 1+3 1+3 |             |

## Виноски
1. ↑  Mixed relay start list (PDF). Архів оригіналу (PDF) за 7 липня 2011. Процитовано 3 березня 2011. [Архівовано 2011-07-07 у Wayback Machine.]